# Regina Pacini
Regina Pacini Quintero de Alvear (Lisboa, 6 de janeiro de 1871 - Buenos Aires, 18 de setembro de 1965), conhecida como Regina Pacini, foi uma soprano lírica ligeira e benfeitora portuguesa, de mãe espanhola e pai italiano. Para além de se ter notabilizado como cantora é também reconhecida por ter sido primeira dama da Argentina entre 1922 e 1928.

## Biografia
Filha do barítono, ator e empresário italiano Pietro Andrea Giorgi-Pacini e de Felisa Quintero, natural da Andaluzia, Espanha, Regina Isabel Luisa Pacini Quintero, de Alvear por casamento, nasceu em Lisboa, a 6 de janeiro de 1871, durante a regência do seu pai no Teatro de São Carlos de Lisboa. Descendente de uma família nobre e artística, pelo lado paterno, era neta do basso buffo Luigi Pacini e sobrinha-neta do compositor Giovanni Pacini.

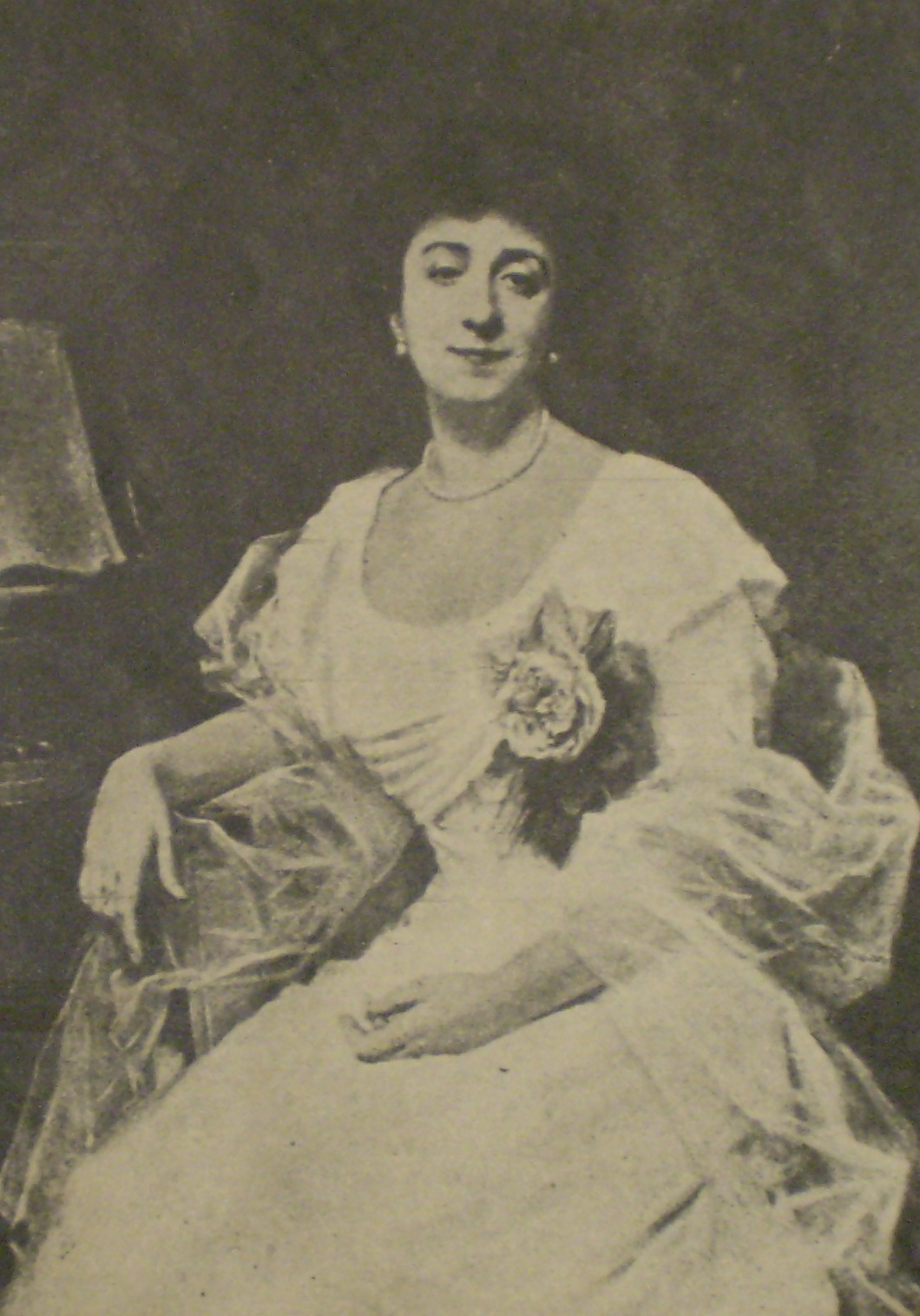
Retrato de Regina Pacini

Seguindo o mesmo interesse pelas artes que a sua família, estudou música em Paris com a mezzosoprana alemã Mathilde Marchesi, regressando à capital portuguesa em 1888, onde estreou-se com apenas 17 anos de idade, tendo interpretado o papel de Amina em La sonnambula, no Teatro de São Carlos, com grande sucesso. 

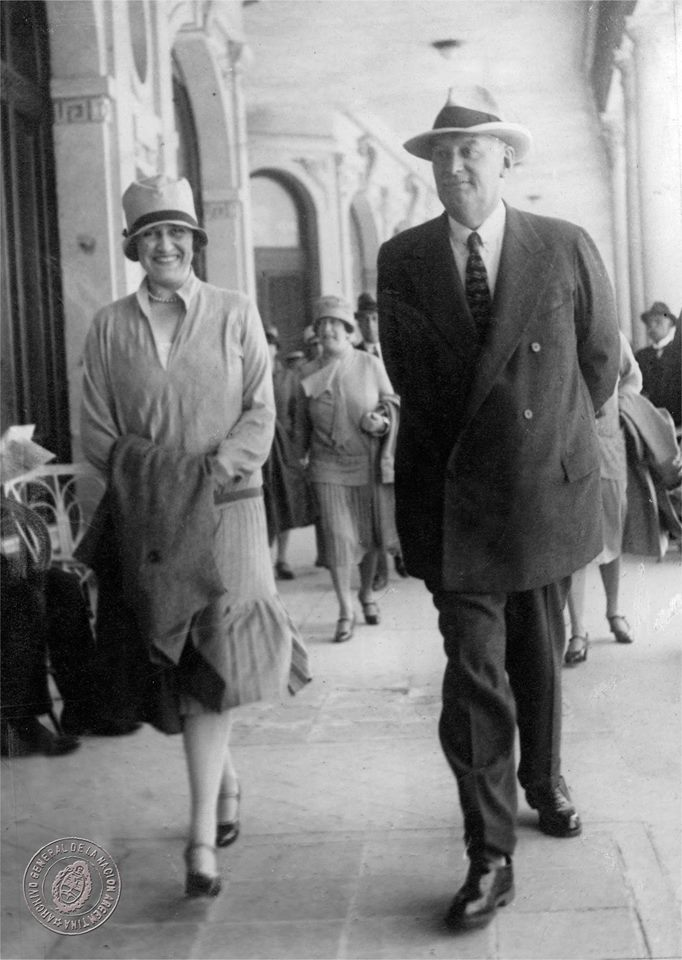
Regina Pacini e Marcelo Torcuato de Alvear

Apenas um ano depois, e sempre acompanhada pela sua mãe, cantou em Milão, Palermo e Londres, estreando-se no Teatro Real de Madrid em 1890, de novo com La sonnambula. Em 1893 atuou no Grande Teatro do Liceu de Barcelona e entre 1894 e 1895 em Varsóvia e São Petersburgo. Regressando esporadicamente a Lisboa e Madrid durante os últimos anos da década de 1890, em 1899 debutou no Teatro Solís de Montevidéu, no Teatro Politeama e no Teatro Municipal General San Martín de Buenos Aires, onde conheceu Marcelo Torcuato de Alvear, advogado e político argentino liberal, neto de Carlos María de Alvear, que se apaixonou perdidamente por Regina Pacini, tendo lhe enviado um colar ou um anel (segundo vários periódicos de então), que foi rejeitada pela cantora portuguesa, e um ramo de rosas. Com o virar do século apresentou-se em diferentes teatros, passando pelo Covent Garden (Royal Opera House) de Londres, onde contracenou com o tenor Enrico Caruso, ou ainda no Teatro San Carlo de Nápoles e no Teatro alla Scala de Milão, para além de ter atuado em Roma e Florença.
A 29 de abril de 1907, no auge da sua carreira, após oito anos de intensa corte de Marcelo Torcuato de Alvear, que, contra os desejos da sua família aristocrática, viajou atrás da atriz por vários países e continentes para a conquistar, e gerando um enorme escândalo na sociedade argentina, Regina Pacini casou-se com o político argentino na Igreja de Nossa Senhora da Encarnação em Lisboa, passando a residir pouco depois com o seu esposo em Louveciennes, França. Retirando-se do mundo da música e da representação desde então, apesar de ter tido uma curta carreira, como soprano foi uma importante expoente do bel canto da época, tendo interpretado Lucia di Lammermoor, A bohème, I Puritani, Rigoletto, Manon e o papel de Rosina na ópera O Barbeiro de Sevilha.
Em 1916, durante a Primeira Guerra Mundial, o seu marido foi nomeado embaixador da Argentina em França por Hipólito Yrigoyen. Apesar das duras dificuldades que enfrentaram durante esse período, a antiga cantora procurou usufruir da sua influência, através da filantropia, tendo auxiliado várias associações e movimentos cívicos de apoio às vítimas de guerra e aos militares destacados na frente do combate ou ainda financiado um hospital de guerra e um banco de sangue, onde exerceu como enfermeira. Por essas ações, após a guerra, o casal foi condecorado com a Ordem Nacional da Legião de Honra pelo governo francês.

A12 de junho de 1922, apesar de ainda residir em Paris, Marcelo Torcuato de Alvear foi eleito presidente da Argentina, obrigando o casal a viajar para Buenos Aires poucos meses depois. Como primeira dama da Argentina, Regina Pacini teve um papel de destaque, tornando-se notória por promover fervorosamente as artes e a cultura no país. Segundo vários historiadores, inauguraram-se mais obras públicas durante a gestão presidencial de seu marido que durante a de todos os seus antecessores, tendo sido construídos, inaugurados ou fundados o Museu de Luján, o Conservatório Nacional de Música e Declamação, o Departamento de Artes Musicais e Sonoras da Universidade Nacional de las Artes, o Estadio Alberto J. Armando, o Monumento a La Carta Magna y las Cuatro Regiones Argentinas (conhecido como Monumento de los Españoles), o Palacio de Correos, a primeira Feira do Livro de Buenos Aires ou ainda parte da linha B do metro de Buenos Aires, entre muitos outros.

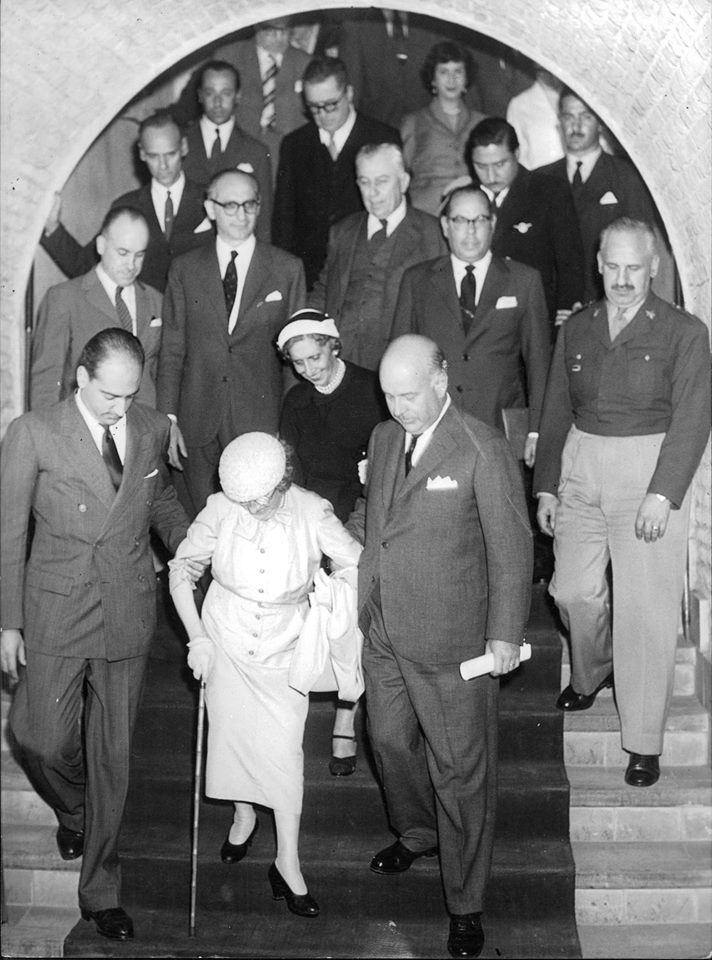
Regina Pacini acompanhada pelo presidente argentino Arturo Frondizi na inauguração da sala dedicada ao seu marido, situada no Museu da Casa de Governo, a 16 de outubro de 1958.

Após o mandato presidencial ter terminado, o casal fixou residência uma vez mais em França, tendo somente regressado a Buenos Aires em abril de 1931, poucos meses antes de se instalar a lei marcial e o auge do regime ditatorial de José Félix Uriburu, que os obrigou a se exilarem na cidade do Rio de Janeiro, Brasil, até outubro desse mesmo ano, partindo depois o casal para Montevidéu e, de seguida, Paris. Após a queda de Uriburu, em 1932, ambos regressaram à Argentina, onde o seu marido continuou a desempenhar um papel de relevo como um dos principais dirigentes do partido Unión Cívica Radical (UCR) até ser uma vez mais perseguido politicamente e preso na ilha Martín García, juntamente com vários opositores do regime de Agustín Pedro Justo e da aliança política Concordancia. Apesar das difíceis condições e persistente vigilância, Regina Pacini permaneceu em Buenos Aires, onde pode visitar Marcelo Torcuato de Alvear na prisão, até este ter aceitado um acordo em que estipulava que passaria a viver no exílio. Em outubro de 1933, partiram uma vez mais de França para a capital argentina, onde Regina acompanhou o seu marido na sua campanha para as eleições dos governadores e deputados nacionais.

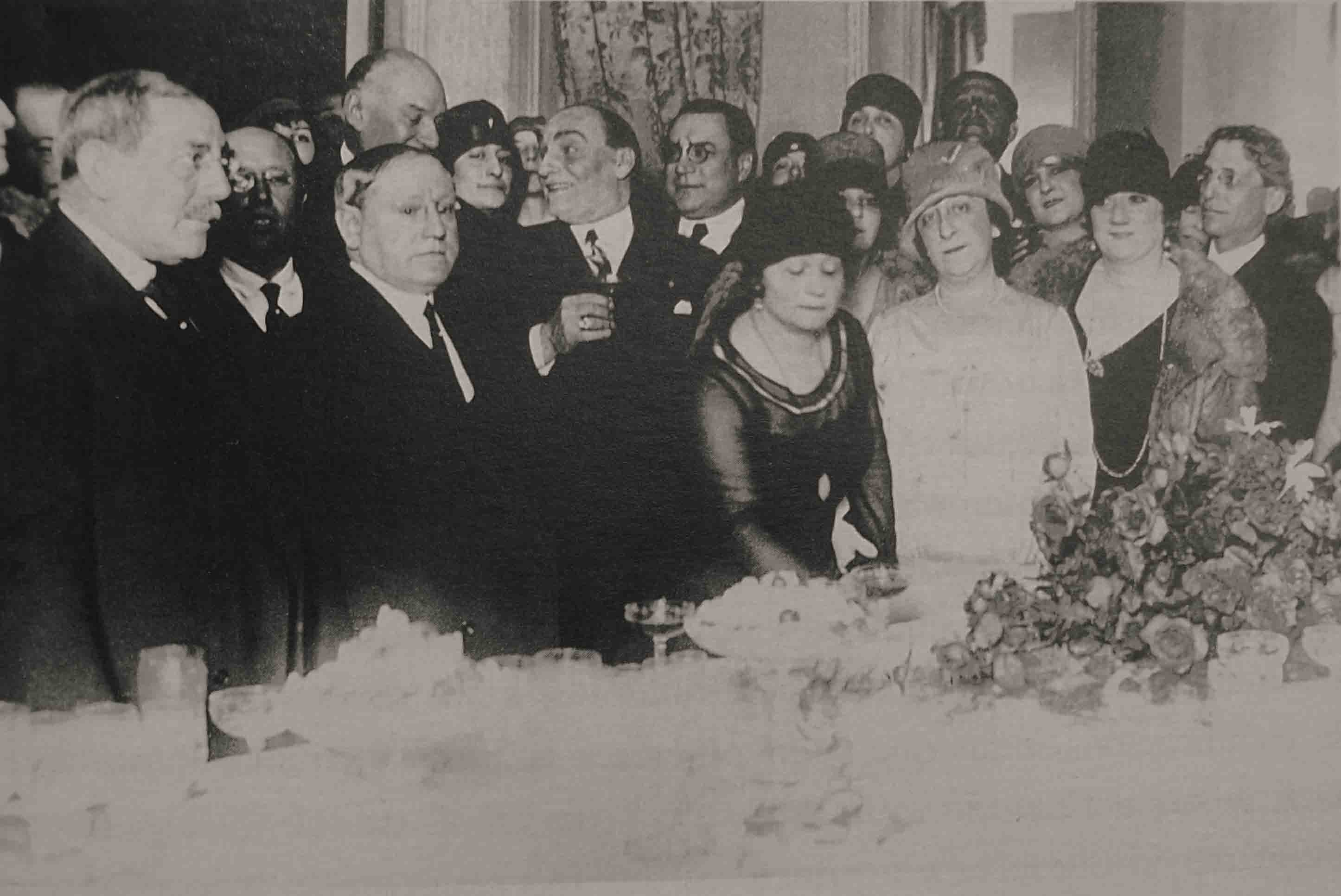
Marcelo Torcuato de Alvear e Regina Pacini durante a sua visita à Casa del Teatro, fundada com o seu patrocínio. Acompanham-nos os atores Florencio Parravicini e Pierina Dealesi, entre outros.

Apesar dos escândalos e da perseguição política que abalaram a carreira do seu marido, Regina Pacini continuou a desempenhar o seu papel de filantropa e benemérita, tendo fundado em 1938 um projeto que tinha idealizado ainda quando desempenhava o papel de primeira dama - a Casa del Teatro de Buenos Aires, um asilo para atores, semelhante à Casa Verdi de Milão, com 45 habitações, dois pequenos museus e a sede do Teatro Regina, nomeado em sua homenagem, para além do Templo de San Marcelo e o Colégio anexado.
Nos seus últimos anos de vida, viveu em Villa Regina, Mar del Plata, Villa Elvira e, por fim, em Don Torcuato, com uma modesta pensão nacional que repartia por várias obras de beneficência, após ter enviuvado em 1942. Deve-se a ela a construção da capela de San Marcelo, em Don Torcuato.
Faleceu a 18 de setembro de 1965, com 94 anos de idade, sem gerar descendência.

## Homenagens e Legado
O seu nome foi atribuído em 1925 à então recém criada colónia agrícola e hoje cidade de Villa Regina, na Província de Rio Negro, e a algumas ruas de diversas localidades argentinas, incluindo um bairro em Porto Madero.
Na Casa del Teatro, em Buenos Aires, existem dois museus dedicados à obra e vida de Carlos Gardel e de Regina Pacini.